# Johann Lütkens
Johann Lütkens (* 17. Juli 1597 in Hamburg; † 28. Juni 1652 ebenda) war ein deutscher Kaufmann und Hamburger Oberalter.

## Leben
Lütkens stammte aus einer Hamburger Kaufmannsfamilie, handelte mit spanischem Tuch und schwedischem Kupfer und Eisen. Er besaß zudem ein Brauerbe an der Neuen Burg, am heutigen Hopfenmarkt.
Als Hamburger Bürger übernahm er verschiedene Ämter in seiner Heimatstadt. Im Jahr 1631 wurde er an die Viehaccise gewählt und 1632 in die Deputation der Sechsziger. Diese Deputation von 60 Bürgern schloss mit dem Senat den Rezess von 1633 ab. Dieser Rezess beinhaltete den Ratseid, ein höheres Honorar für die Senatoren und ein verändertes Verfahren der Ratswahl. Im Jahr 1633 wurde Lütkens Kriegskommissar und 1634 an die Weinaccise gewählt. 1637 wurde er kaufmännischer Richter am Niedergericht und 1638 unter die Achtmänner gewählt.
Am 21. November 1642 wurde Lütkens als Nachfolger von Peter Juncker (1563–1643) zum Oberalten im Kirchspiel Sankt Katharinen gewählt. Im Jahr 1646 stand er dem Kollegium der Oberalten als Präses und dem Werk- und Zuchthaus als Verwalter vor. Im Jahr 1648 war er Leichnamsgeschworener an der Hauptkirche Sankt Katharinen. Lütkens starb 1652 nach fast zehnjähriger Amtszeit als Oberalter. Zu seinem Nachfolger wurde der spätere Senator Nicolaus von der Fechte († 1660) gewählt.

## Familie
Lütkens war ein Sohn des Hamburger Kaufmanns Lucas Lütkens († 1616) und dessen Ehefrau Catharina Moller vom Baum. Der Kaufmann Diedrich Lütkens (1601–1639) und der Hamburger Bürgermeister Peter Lütkens (1603–1670) waren seine Brüder.
Lütkens heiratete am 14. Oktober 1629 in erster Ehe Cecilia Jaens (1604–1640), Witwe von Johann Billerbeck. Nach ihrem Tod ging Lütkens am 15. April 1642 eine zweite Ehe mit Anna Langenbeck, Witwe des Tuchhändlers Paul Rudel und Tochter des Oberalten Johann Langenbeck († 1618), ein. Ein Sohn aus erster Ehe, Lucas Lütkens, wurde ebenfalls Kaufmann und heiratete Cecilia Langenbeck, Tochter des Oberalten und Senators Garleff Langenbeck (1597–1662).